# دالمیشا (استان روم)
دالمیشا (انگلیسی: Dalmatia) یکی از استان‌های روم بود. نام آن از نام یک قبیله ایلیاتی به نام Dalmatae گرفته شده‌است که در ناحیه مرکزی ساحل شرقی دریای آدریاتیک زندگی می‌کردند. بخش شمالی آلبانی کنونی، بیشتر کرواسی، بوسنی و هرزگوین، مونته‌نگرو، کوزوو و صربستان را در بر می‌گرفت، بنابراین منطقه ای به‌طور قابل توجهی بزرگتر از منطقه فعلی کرواسی دالماسی را پوشش می‌داد. این منطقه در اصل Illyria (به یونانی) یا Illyricum (در لاتین) نامیده می‌شد.